# Катеринівська сільська рада (Костянтинівський район)
| Катеринівська сільська рада — колишній орган місцевого самоврядування у Костянтинівському районі Донецької області з адміністративним центром у с. Катеринівка. Сільській раді були підпорядковані населені пункти: - с. Катеринівка - с-ще Клебан-Бик - с. Плещіївка |

## Склад ради
Рада складалася з 18 депутатів та голови.

## Керівний склад сільської ради
| ПІБ                           | Основні відомості                                                                      | Дата обрання | Дата звільнення |
| ----------------------------- | -------------------------------------------------------------------------------------- | ------------ | --------------- |
| Люта Ірина Юріївна            | Сільський голова, 1967 року народження, освіта, член Партії регіонів                   | 26.03.2006   | 01.05.2007      |
| Байгуш Юрій Григорович        | Сільський голова, 1953 року народження, освіта, член Партії регіонів                   | 09.09.2007   | 31.10.2010      |
| Чеснокова Лідія Костянтинівна | Сільський голова, 1959 року народження, освіта вища, член Комуністичної партії України | 31.10.2010   | 27.05.2012      |
| Байгуш Андрій Юрійович        | Сільський голова, 1976 року народження, освіта вища, член Партії регіонів              | 27.05.2012   |                 |

Примітка: таблиця складена за даними джерела